# Wasim No'mani
Wasim No'mani (arabisch وسيم نعماني, DMG Wasīm Nuʿmānī; * in Bagdad) ist ein US-amerikanisch-irakischer Theater- und Filmschauspieler.

## Leben
No'mani wurde in Bagdad geboren. Als er neun Monate alt war, migriert die Familie in die USA, wo er auch aufwuchs. Er spricht fließend Arabisch. Sein Vater ist der Schauspieler Al No'mani. Seit dem 26. August 2006 ist er mit Jacqueline Allen verheiratet. Als Bühnendarsteller war er unter anderen in Stücken des ACT Theatre zu sehen. 2009 gab er sein Filmschauspieldebüt im Film Mr. Sadman. Neben Episodenrollen in verschiedenen Fernsehserien und Besetzungen in Kurzfilmen, stellte er 2014 im Katastrophenfilm Eiszeitalter – The Age of Ice die Rolle des Captain Mubarak dar. 2018 war er in vier Episoden der Fernsehserie SEAL Team in der Rolle des Abad Halani zu sehen. 2021 folgten in der Fernsehserie The Chosen drei Episoden in der Rolle des Yanni sowie eine Episodenrolle in der Fernsehserie Yellowstone mit Kevin Costner.

## Filmografie (Auswahl)
- 2009: Mr. Sadman
- 2012: Touch (Fernsehserie, Episode 1x01)
- 2012: Refuge (Kurzfilm)
- 2014: Eiszeitalter – The Age of Ice (Age of Ice)
- 2014: Jezabel (Kurzfilm)
- 2015: Homes of Horror (Fernsehserie, Episode 3x12)
- 2016: The Autopsy of Jesus Christ (Kurzfilm)
- 2016: The Big One (Kurzfilm)
- 2018: SEAL Team (Fernsehserie, 4 Episoden)
- 2019: Thank You Cancer (Kurzfilm)
- 2020: Is Cancer Taking Over Your Happiness? (Kurzfilm)
- 2021: The Chosen (Fernsehserie, 3 Episoden)
- 2021: Yellowstone (Fernsehserie, Episode 4x01)

## Theater (Auswahl)
- People of the Book
- Oslo
- Water by the Spoonful
- Happiest Song Plays Last
- Jesus Hopped the A Train
- Buffalo Soldier